# Sistema Bolivariano de Comunicación e Información
El Sistema Bolivariano de Comunicación e Información (SIBCI) es un conglomerado de medios estatales bajo el cual se organiza la gestión de los servicios públicos de radio, televisión, rotativos y multimedios, adscritos al Ministerio del Poder Popular para la Comunicación y la Información en Venezuela.